# Escuela Saint-Joseph

Norte-Paso de Calais

La escuela Saint-Joseph (en francés: École Saint-Joseph) pronunciaciónⓘ es una escuela católica francesa con sede en Solesmes, una comuna francesa, en la región de Norte-Paso de Calais, departamento de Norte, en el distrito de Cambrai y cantón de Solesmes. Fue fundada en 1892 y se sabe que su arquitectura es típica de la región. Está adscrita al distrito educativo Cambrai - Le Cateau-Cambrésis y ahora también está regulada contractualmente por la Academia de Lille, una rama del Ministerio de Educación Nacional y Juventud (Ministère de l’Éducation nationale et de la Jeunesse). En septiembre de 2019, tenía más de trescientos estudiantes.